# Mörttjärnen (Los socken, Hälsingland, 684990-145679)
Mörttjärnen är en sjö i Ljusdals kommun i Hälsingland och ingår i Ljusnans huvudavrinningsområde.